# Euphorbia fistulosa
Euphorbia fistulosa är en törelväxtart som beskrevs av Mohammed L.S. Khan. Euphorbia fistulosa ingår i släktet törlar, och familjen törelväxter. Inga underarter finns listade i Catalogue of Life.